# Kolsterisieren
Kolsterisieren ist ein form-, farb- und maßfestes Oberflächenhärteverfahren für austenitische, rostfreie Edelstähle.
Austenitische, rostfreie Edelstähle besitzen bei atmosphärischen Bedingungen eine ausgezeichnete Korrosionsbeständigkeit gegen Wasser und diverse Chemikalien. Ihre Verschleißfestigkeit und Härte sind jedoch nur gering, und sie können mit herkömmlichen Wärmebehandlungsverfahren nicht gehärtet werden; Prozesse wie z. B. Gasnitrieren und Aufkohlen verbessern das Verschleißverhalten, vermindern aber die Korrosionsbeständigkeit dieser Stähle durch Bildung von Chromcarbid bzw. Chromnitrid.
Eine Möglichkeit zum Härten von austenitischen, rostfreien Edelstählen, ohne dabei die Korrosionsbeständigkeit zu verändern, ist das Kolsterisieren. Die Härtung erfolgt hierbei mittels eines Diffusionsverfahrens bei niedriger Temperatur (< 500 °C), wobei große Mengen Kohlenstoff eindiffundiert werden. Der Kohlenstoff wird dabei in Zwischengitterplätzen gelöst und bildet somit keine Carbide. Aufgrund der großen Mengen an eindiffundiertem Kohlenstoff kommt es zu Druckspannungen in der Oberfläche, die eine sehr hohe Oberflächenhärte bewirken. Der so erreichbare Härtewert hängt ab von der Legierungszusammensetzung und kann zwischen 900 und 1300 HV 0,05 betragen.